# Castello di Craigdarroch
Il castello di Craigdarroch a Victoria, nella Columbia Britannica, in Canada, è un palazzo storico barocco scozzese di epoca vittoriana. È indicato come sito storico nazionale del Canada a causa del suo essere punto di riferimento a Victoria.

## Storia

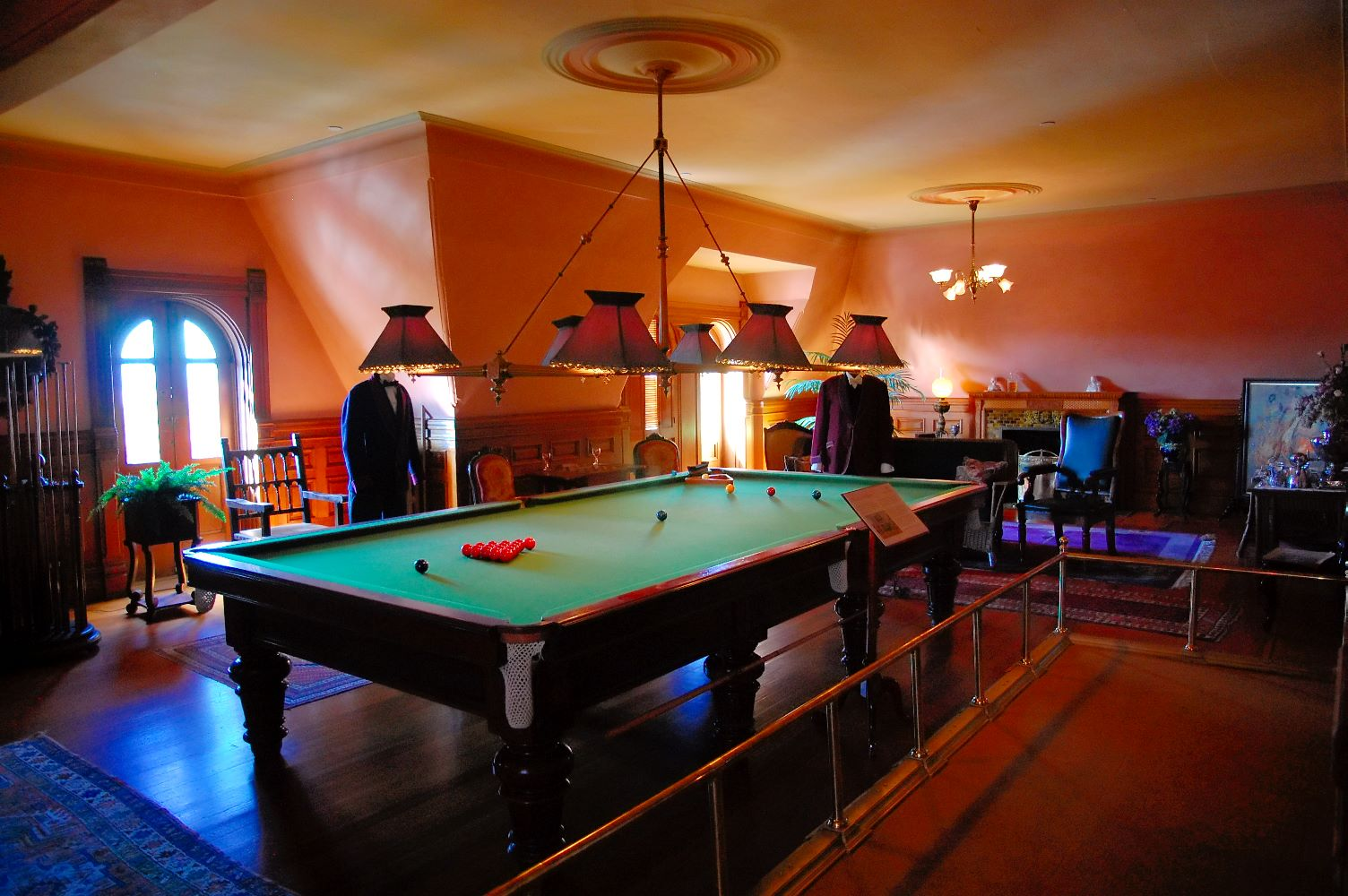
Una mostra d'epoca nella sala da biliardo di Craigdarroch. La casa è un museo storico dal 1979.

Fu costruito alla fine del 1800 come residenza familiare per il ricco barone del carbone Robert Dunsmuir e sua moglie Joan. Robert morì nell'aprile 1889, 17 mesi prima che la costruzione del castello fosse completata. I suoi figli Alexander e James Dunsmuir si presero la responsabilità di terminare la casa dopo la morte del padre. James commissionò anche la costruzione del secondo "castello" di Victoria; Il castello di Hatley si trova a Colwood, nella Columbia Britannica.
Alla morte della vedova di Robert Dunsmuir, Joan, la proprietà di Craigdarroch fu venduta allo speculatore terriero Griffith Hughes per 38000 $. Hughes suddivise la proprietà in lotti da costruire. Per stimolare le vendite durante un lento mercato immobiliare, Griffiths annunciò che la casa sarebbe stata oggetto di una lotteria, che sarebbe stata vinta da uno degli acquirenti delle proprietà residenziali ricavati nella tenuta. Il vincitore, Solomon Cameron, ipotecò la casa per finanziare altre iniziative speculative fallite. Senza più soldi e in rovina nel 1919 la proprietà della casa passò a uno dei creditori di Cameron, la Bank of Montreal.
L'edificio servì in seguito come ospedale militare, college, uffici e un conservatorio, prima di essere riutilizzato come museo storico nel 1979. Il museo è attualmente di proprietà della Craigdarroch Castle Historical Museum Society, una società privata senza fini di lucro ed è aperto al pubblico. L'edificio è un'attrazione turistica e riceve 150.000 visitatori all'anno.
L'edificio è stato indicato come sito storico nazionale del Canada nel 1992.
Dal suo completamento nel 1890, l'edificio aveva sei occupanti principali, tra cui:
- La famiglia Dunsmuirs (1890–1908)
- Ospedale militare (1919-1921)
- Victoria College (1921–1946)
- Ufficio del preside della scuola di Victoria (1946–1968)
- Conservatorio di Musica di Victoria(1969-1979)
- Museo del castello di Craigdarroch (1979 – Presente)[5]

## Architettura

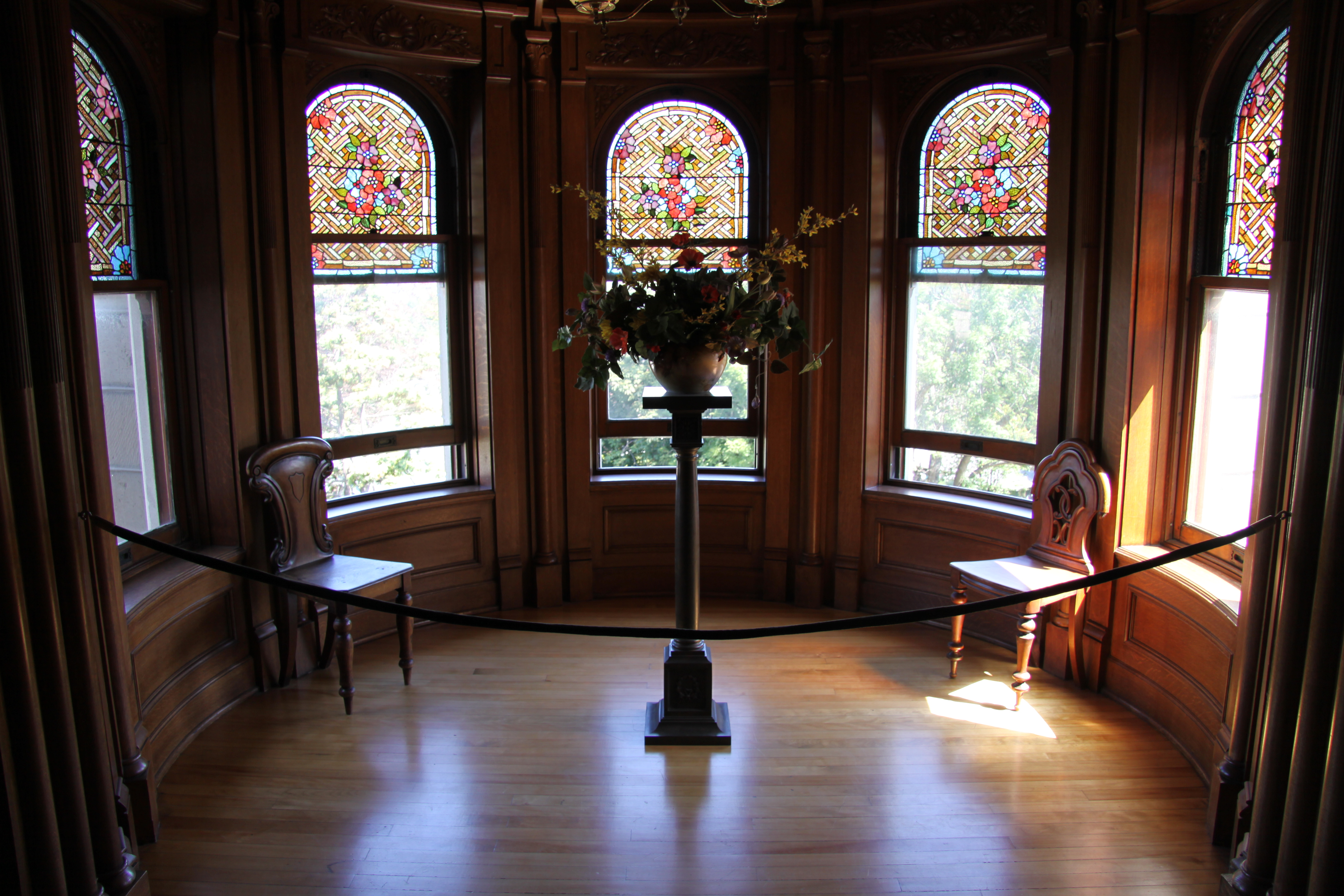
Finestre nel castello di Craigdarroch, una caratteristica nota dell'edificio.

Si ritiene che il castello di Craigdarroch sia costato fino a 500000 $ quando è stato costruito e comprendeva granito della British Columbia, piastrelle di San Francisco e una scala in quercia prefabbricata a Chicago. Originariamente costruito si trovava in un parco di 28 acri (110 000 m²) di giardini nel quartiere Victoria di Rockland. Il castello ha 39 camere e si estende per una superficie di 2300 m2.
Il castello di Craigdarroch, a quattro piani, conserva ancora lussuosi arredi del 1890 ed è noto per le sue vetrate e le complesse opere in legno. L'Institute for Stained Glass in Canada ha documentato le vetrate nel castello di Craigdarroch.
Anche l'architetto iniziale del castello, Warren Heywood Williams, morì prima del completamento della casa. Il suo lavoro fu rilevato dal suo associato, Arthur L. Smith, nel 1890.